# Ljutova
Ljutova (en serbe cyrillique : Љутова) est un village de Serbie situé dans la municipalité de Kuršumlija, district de Toplica. Au recensement de 2011, il comptait 28 habitants.

## Démographie
| 1948 | 1953 | 1961 | 1971 | 1981 | 1991 | 2002 | 2011 |
| ---- | ---- | ---- | ---- | ---- | ---- | ---- | ---- |
| 191  | 208  | 220  | 177  | 92   | 53   | 37   | 28   |

|  |